# Acanthagrion peruanum
Acanthagrion peruanum är en trollsländeart som beskrevs av Schmidt 1942. Acanthagrion peruanum ingår i släktet Acanthagrion och familjen dammflicksländor. IUCN kategoriserar arten globalt som otillräckligt studerad. Inga underarter finns listade i Catalogue of Life.